# Winston Tubman
Winston Tubman, född 1941, är en liberiansk politiker och brorson till den förre presidenten William Tubman.
I presidentvalet 2011 var han den främste utmanaren till den sittande presidenten Ellen Johnson Sirleaf.
Tubman fick 32,7% av rösterna i den första valomgången varefter han anklagade valmyndigheten för valfusk och bojkottade den avgörande valomgången.
Efter överläggningar med Johnson Sirleaf beslutade Tubman och hans parti, Kongressen för demokratisk förändring (CDC) slutligen ändå att erkänna henne som president, före installationsceremonin den 16 januari 2012.         